# مسجد مرادي (فلوره)
مسجد مرادي (بالألبانية: Xhamia e Muradies، بالإنجليزية: Muradie Mosque، بالتركية: Muradiye Camii)، أو مسجد الرصاص (بالألبانية: Xhamia e Plumbit، بالإنجليزية: Lead Mosque، بالتركية: Kurşun Camiî): هو نصب ثقافي ألباني، يقع في فلوره. تم بناء المسجد في 1537 من قبل المهندس المعماري التركي العثماني الشهير معمار سنان في عهد السلطان سليمان القانوني. تم الانتهاء من البناء في 1542م. كان للمسجد في الماضي رواق؛ والذي تم تدميره فيما بعد.